# لكدادرة
 لكدادرة (بالإنجليزية: LAGDADRA)‏ هي جماعة قروية تابعة لإقليم الصويرة ضمن جهة مراكش - تانسيفت - الحوز بالمغرب. بلغ مجموع عدد سكان  لكدادرة  حسب إحصاءات 2004 حوالي 6878 نسمة يعيشون في 1263 أسرة.